# ドリース・メルテンス
ドリース・メルテンス（Dries Mertens、1987年5月6日 - ）は、ベルギー・ルーヴェン出身の元サッカー選手。元ベルギー代表。現役時代のポジションはFW。

## クラブ経歴
RSCアンデルレヒトの下部組織に入団したが、トップチームにはたどり着けず、KAAヘントの下部組織に移った。2004年にKAAヘントのトップチームに昇格したが、2005年にはベルギー・サード・ディビジョン（3部）のエンドラハト・アールストにレンタル移籍し、サポーターが選出するクラブのシーズン最優秀選手に選ばれた。
2006年にはオランダのAGOVVアペルドールンにレンタル移籍し、2007年に完全移籍した。エールステ・ディヴィジ（2部）のクラブで最も重要な選手のひとりとなり、キャプテンも務めた。2008-09シーズン終了後にはエールステ・ディヴィジの最優秀若手選手賞であるDe Gouden Stierを受賞した。
2009年5月25日、FCユトレヒトに移籍した。移籍金は60万ユーロ。2009年8月1日、2009-10シーズン開幕戦のRKCヴァールヴァイク戦 (0-1) でデビューし、8月16日のVVVフェンロー戦では移籍後初得点を含む2得点を挙げた。2点目は直接フリーキックによるものであった。
2011年6月28日、チームメイトのケヴィン・ストロートマンとともにPSVアイントホーフェンに移籍した。移籍金は2人合わせて1300万ユーロ。同年8月28日のSBVエクセルシオール戦でプロ入り後初めてハットトリックを達成した。2011-12シーズンは開幕から好調を維持し、ローダJC戦 (7-1) では1つのPKも含めてひとりで4得点を挙げた。

### ナポリ
2013年6月24日、ラファエル・ベニテス監督就任後の初補強選手としてSSCナポリへ完全移籍。10月30日のACFフィオレンティーナ戦でセリエA初ゴールを記録。加入1年目はリーグ戦33試合で11得点を記録した。またコッパ・イタリア決勝・ACFフィオレンティーナ戦では途中交代で出場し勝利を決定付けるゴールを決めた。
2016-17シーズンにゴンサロ・イグアインがユヴェントスFCへ移籍すると、ストライカーとしての才能を開花させエースの地位を確立。12月11日のカリアリ・カルチョ戦でハットトリックを達成し、次節のトリノFC戦でも4得点を記録。12月30日には2016年のベルギー最優秀選手賞を受賞した 。2017年2月のボローニャFC戦でもハットトリックを達成し、リーグ戦では35試合で28得点を挙げたが、エディン・ジェコと1得点差で得点王のタイトルを逃した。2016-17シーズンは公式戦で45試合に出場し34得点を挙げた。2017-18年もセリエAで18ゴールを決め、優勝に一歩及ばなかったが、ユベントスとの優勝争いの原動力になった。
2018-19年度第2節ACミラン戦では2-2のなか途中出場から決勝ゴールを決めた。11月2日のエンポリ戦でハットトリックを達成し、セリエAでのベルギー人通算得点数でオリベイラを抜き最多得点者となる。CL、グループステージ、レッドスター・ベオグラード戦で2ゴールを決め、ナポリでの通算100得点を達成。
2019-20シーズン、ナポリでは2019年1月30日までに通算304試合出場で118ゴール71アシストを記録しているが、今シーズン限りで契約が切れることもあり、冬の移籍市場でのチェルシーFCへの移籍が報じられたが、移籍は実現しなかった。2月3日セリエA第22節サンプドリア戦では途中出場から決勝ゴールを決め4-2で勝利に貢献した。2月25日チャンピオンズリーグ、ラウンド16、FCバルセロナ戦1stレグでゴールを決め、マレク・ハムシクの持っていたクラブ最多ゴール記録121ゴールに並んだが、試合は1-1で引き分けた。6月13日、コッパ・イタリア準決勝インテル戦2ndレグにて、GKオスピナのロングフィードを受けたインシーニェと併走、ナポリでの通算122点目となるゴールを決め、クラブ史上最多得点記録を更新、チームを決勝に導いた。6月17日、クラブとの契約を2022年まで延長し、同日のコッパ・イタリア決勝ユヴェントス戦では67分まで出場して13-14シーズン以来の大会制覇に貢献した。
2020-21シーズン、3月21日、ローマ戦で挙げた2点目のゴールでセリエA通算100ゴールを達成、ベルギー人プレーヤーとしては初めてセリエAで100ゴールを記録した選手となった。

### ガラタサライ
2021-22シーズン終了後は契約満了でナポリを退団し、8月8日にガラタサライSKに1年の契約延長オプション付きの単年契約で加入したことが発表された。

### 現役引退
2025年6月22日、現役を引退することを発表した。

## 代表経歴
2010年10月1日、UEFA EURO 2012予選のカザフスタン戦とオーストリア戦のためにベルギー代表に招集された。ジョルジュ・レーケンス監督の初采配試合となったこの試合には出場しなかったが、2011年2月9日にヘントで行われたフィンランドとの親善試合でベルギー代表デビューした。2012年8月15日のオランダとの親善試合で代表初得点を記録。
2014 FIFAワールドカップでは5試合に出場し、アルジェリア戦でゴールを決めた。
2018年FIFAワールドカップロシア大会では一次リーグ初戦、パナマ戦で先制点を決め、第2戦チュニジア戦ではルカクのゴールをアシスト、決勝トーナメント1回戦日本戦では先発から65分間出場、3位決定戦イングランド戦では途中出場、全6試合に出場した。
2021年6月17日、UEFA EURO 2020のデンマーク戦で通算100試合出場を達成した。

## 人物・エピソード
2018年FIFAワールドカップロシア大会決勝トーナメント1回戦日本戦の試合終了後、日本代表の長友佑都とユニフォームを交換し、自身のインスタグラムに「僕はこのシャツを特別な場所に飾るんだ！　フィールドの中でも外でも、日本代表をリスペクトしている」とのコメントを残した。また、大会終了後にはプライベートで日本を訪れた。

## 代表歴

### 出場大会
- ベルギー代表
  - 2014年 - 2014 FIFAワールドカップ（ベスト8）
  - 2016年 - UEFA EURO 2016（ベスト8）
  - 2018年 - 2018 FIFAワールドカップ（3位）
  - 2018年 - UEFAネーションズリーグ2018-19

### 試合数
- 国際Aマッチ 109試合 21得点（2011年-2022年）[28]

| ベルギー代表 | 国際Aマッチ | 国際Aマッチ |
| 年           | 出場        | 得点        |
| ------------ | ----------- | ----------- |
| 2011         | 8           | 0           |
| 2012         | 8           | 1           |
| 2013         | 6           | 1           |
| 2014         | 13          | 5           |
| 2015         | 7           | 1           |
| 2016         | 13          | 3           |
| 2017         | 10          | 2           |
| 2018         | 16          | 3           |
| 2019         | 9           | 2           |
| 2020         | 4           | 3           |
| 2021         | 9           | 0           |
| 2022         | 6           | 0           |
| 通算         | 109         | 21          |

### 得点
| #   | 開催日         | 開催地                                     | 対戦国         | スコア | 結果 | 大会                          |
| --- | -------------- | ------------------------------------------ | -------------- | ------ | ---- | ----------------------------- |
| 1   | 2012年8月15日  | ブリュッセル、ボードゥアン国王競技場       | オランダ       | 2–2    | 4–2  | 親善試合                      |
| 2   | 2013年2月6日   | ブルッヘ、ヤン・ブレイデルスタディオン     | スロバキア     | 2–1    | 2–1  | 親善試合                      |
| 3   | 2014年6月7日   | ブリュッセル、ボードゥアン国王競技場       | チュニジア     | 1–0    | 1–0  | 親善試合                      |
| 4   | 2014年6月17日  | ベロオリゾンテ、ミネイロン                 | アルジェリア   | 2–1    | 2–1  | 2014 FIFAワールドカップ       |
| 5   | 2014年9月4日   | リエージュ、スタッド・モーリス・デュフラン | オーストラリア | 1–0    | 2–0  | 親善試合                      |
| 6   | 2014年10月10日 | ブリュッセル、ボードゥアン国王競技場       | アンドラ       | 5–0    | 6–0  | UEFA EURO 2016予選            |
| 7   | 2014年10月10日 | ブリュッセル、ボードゥアン国王競技場       | アンドラ       | 6–0    | 6–0  | UEFA EURO 2016予選            |
| 8   | 2015年10月13日 | ブリュッセル、ボードゥアン国王競技場       | アイスランド   | 1–0    | 3–1  | UEFA EURO 2016予選            |
| 9   | 2016年10月10日 | ファロ、エスタディオ・アルガルヴェ         | ジブラルタル   | 2–0    | 6–0  | 2018 FIFAワールドカップ予選   |
| 10  | 2016年11月13日 | ブリュッセル、ボードゥアン国王競技場       | エストニア     | 2–0    | 8–1  | 2018 FIFAワールドカップ予選   |
| 11  | 2016年11月13日 | ブリュッセル、ボードゥアン国王競技場       | エストニア     | 6–1    | 8–1  | 2018 FIFAワールドカップ予選   |
| 12  | 2016年11月14日 | タリン、ア・ル・コック・アレーナ           | エストニア     | 1–0    | 2–0  | 2018 FIFAワールドカップ予選   |
| 13  | 2016年10月7日  | リエージュ、スタッド・モーリス・デュフラン | ジブラルタル   | 1–0    | 9–0  | 2018 FIFAワールドカップ予選   |
| 14. | 2018年6月12日  | ブリュッセル、ボードゥアン国王競技場       | コスタリカ     | 1–0    | 4–1  | 親善試合                      |
| 15. | 2018年6月18日  | ソチ、フィシュト・オリンピックスタジアム   | パナマ         | 1–0    | 3–0  | 2018 FIFAワールドカップ       |
| 16. | 2018年10月17日 | ブリュッセル、ボードゥアン国王競技場       | オランダ       | 1–0    | 1–1  | 親善試合                      |
| 17. | 2019年6月8日   | ブリュッセル、ボードゥアン国王競技場       | カザフスタン   | 1–0    | 3–0  | UEFA EURO 2020予選            |
| 18. | 2019年9月6日   | セラヴァッレ、サンマリノ・スタジアム       | サンマリノ     | 2–0    | 4–0  | UEFA EURO 2020予選            |
| 19. | 2020年9月5日   | コペンハーゲン、パルケン・スタディオン     | デンマーク     | 2–0    | 2–0  | UEFAネーションズリーグ2020-21 |
| 20. | 2020年9月8日   | ブリュッセル、ボードゥアン国王競技場       | アイスランド   | 3–1    | 5–1  | UEFAネーションズリーグ2020-21 |
| 21. | 2020年11月15日 | ルーヴェン、デン・ドレーフ                 | イングランド   | 2–0    | 2–0  | UEFAネーションズリーグ2020-21 |

## タイトル

### クラブ
PSV
- KNVBカップ ： 2011-12
- ヨハン・クライフ・スハール ： 2012

SSCナポリ
- コッパ・イタリア ： 2013-14,2019-20
- スーペルコッパ・イタリアーナ ： 2014

### 個人
- ベルギー年間最優秀選手 ： 2016